# Remedy Lane
Remedy Lane är det fjärde albumet av det svenska progressive metal-bandet Pain of Salvation som släpptes våren 2002. Det är ett konceptalbum som handlar om en man som söker upptäcka sig själv. Det behandlar ämnen såsom kärlek, förlust, lust, sex och förståelse. En del av albumet är naturligt autobiografisk, och är skriven av gitarristen och sångaren Daniel Gildenlöw.

## Låtlista
1. Of Two Beginnings – 2:24

Del I:
1. Ending Theme – 4:59
2. Fandango – 5:51
3. A Trace of Blood – 8:17
4. This Heart of Mine (I Pledge) – 4:01

Del II:
1. Undertow – 4:47
2. Rope Ends – 7:02
3. Chain Sling – 3:58
4. Dryad of the Woods – 4:56

Del III:
1. Remedy Lane – 2:15
2. Waking Every God – 5:19
3. Second Love – 4:21
4. Beyond the Pale – 9:56

All musik är av Daniel Gildenlöw, förutom den instrumentala delen av "Rope Ends" av Daniel Gildenlöw och Fredrik Hermansson. Den japanska utgåvan av albumet innehåller även ett bonusspår som heter Thorn Clown som ligger mellan "Dryad of the Woods" och "Remedy Lane".

## Medverkande
Musiker (Pain of Salvation-medlemmar)
- Daniel Gildenlöw – sång, gitarr
- Fredrik Hermansson – keyboard
- Johan Hallgren – gitarr, bakgrundssång
- Johan Langell – trummor, bakgrundssång
- Kristoffer Gildenlöw – basgitarr, bakgrundssång

Produktion
- Daniel Gildenlöw – producent, omslagskonst, foto
- Anders "Theo" Theander – producent, ljudtekniker
- Pontus Lindmark – ljudtekniker
- Jörgen Tannander – editering
- Johanna Iggsten – fotografi